# Рейхсбаннер
Рейхсбаннер (Рейхсбаннер Шварц-Рот-Гольд, нім. Reichsbanner Schwarz-Rot-Gold Німецька: [ˈʁaɪçsˌbanɐ ˈʃvaʁts ˈʁoːt ˈɡɔlt] — державний чорно-червоно-золотий прапор, нім. Bund deutscher Kriegsteilnehmer und Republikaner — Союз німецьких учасників війни і республіканців) — міжпартійна, але фактично керована СДПН демократична політична та бойова організація, що існувала в Німеччині в 1924-1933 роках.

## Історія
Політична ситуація в Німеччині продовжувала загострюватися внаслідок діяльності правих і націоналістичних воєнізованих утворень, як, наприклад, «Сталевий шолом», «СА», а також близького до Комуністичної партії Німеччини руху «Рот Фронт». У соціал-демократів діяли загони самооборони на місцевому рівні. Рейхсбаннер був заснований членами Соціал-демократичної партії Німеччини, партії Центру, Німецької демократичної партії і профспілками 22 лютого 1924 року в Магдебурзі у відповідь на пивний путч правих і гамбурзьке повстання комуністів у 1923 році.

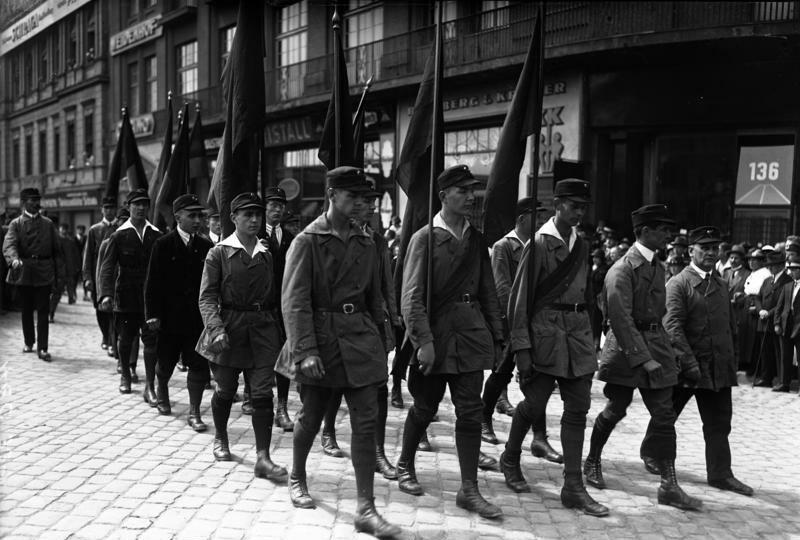
Парад загонів Рейхсбаннера. 1930

Бойове крило Рейхсбаннера здійснювало захист демократії і республіки від її ворогів — монархістів, фашистів і комуністів, панівні висоти в ньому займали ветерани Першої світової війни. Рейхсбаннер виступав зберігачем демократичного спадщини Березневої революції 1848 року і державного прапора. У структурі Рейхсбаннера співіснували два рівня: політичний — громадська організація і технічний — бойові загони. До 1932 році за власними даними організації Рейхсбаннер нараховував більш трьох мільйонів членів та членкинь. Чисельність Республіканських загонів оборони «Рейхсбаннера» становила близько 200 000 людей. У складі Рейхсбаннера переважали соціал-демократи, представники робочого класу.
Члени Рейхсбаннера вітали одне одного словом «Свобода» (нім. Freiheit) при піднятій руці над головою. В уніформу Рейхсбаннера входили захисна напіввійськова форма з захисними кашкетами, бриджами, чобітьми або черевиками з крагами або обмотками.
У 1953 році організація була відновлена, але істотного впливу не має.